# Courcemain
Courcemain je francouzská obec v departementu Marne v regionu Grand Est. Žije zde 87 obyvatel.

## Geografie
Obec leží u hranic departementu Marne s departementem Aube.

### Sousední obce
| Růžice kompasu |                 | Faux-Fresnay |                        | Růžice kompasu |
| Růžice kompasu | Saint-Saturnin  | Sever        | Plancy-l'Abbaye (Aube) | Růžice kompasu |
| Růžice kompasu | Saint-Saturnin  | Courcemain   | Plancy-l'Abbaye (Aube) | Růžice kompasu |
| Růžice kompasu | Saint-Saturnin  | Jih          | Plancy-l'Abbaye (Aube) | Růžice kompasu |
| Růžice kompasu | Boulages (Aube) |              |                        | Růžice kompasu |